# Pastawy
Pastawy (belarussisch Паставы Pastawy, russisch Поставы/Postawy, polnisch Postawy, litauisch Pastovys) ist die Hauptstadt des gleichnamigen Rajons in Belarus in der Wizebskaja Woblasz mit rund 20.000 Einwohnern.

## Geografie
Die Stadt liegt im Norden des Landes unweit der Grenze zu Litauen und in Nachbarschaft des Erholungsgebietes um den Naratsch-See.

## Verkehr
Pastawy liegt an mehreren Nebenstraßen und an der Eisenbahnverbindung von Polazk nach Vilnius (Litauen).

## Geschichte
In Erinnerung an die schweren Kämpfe bei Postawy in 1915 komponierte Hans Felix Husadel seinen „Postawy-Marsch“.

## Weblinks

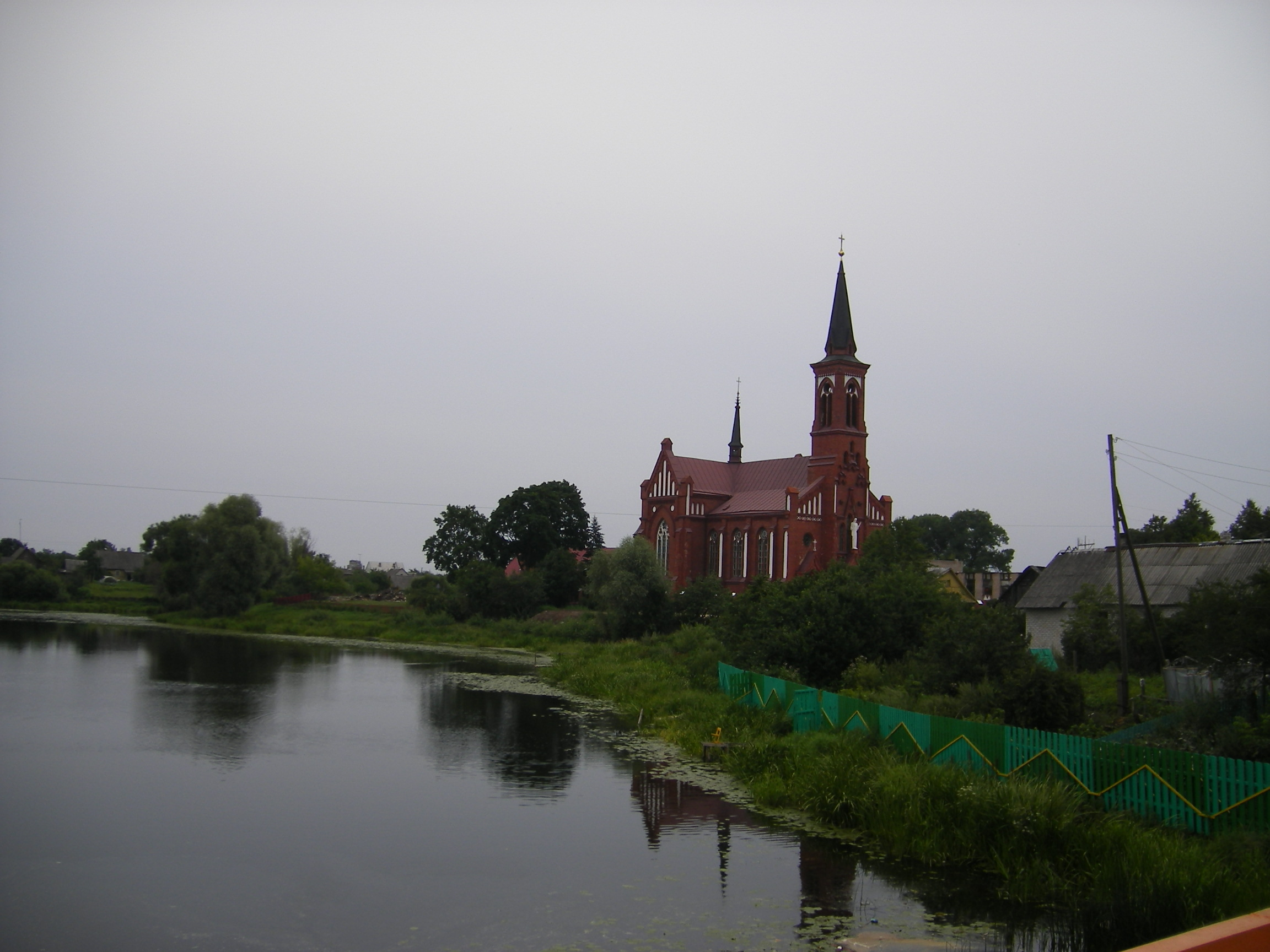
St.-Antonius-von-Padua-Kirche